# فدریکو کانوتی
فدریکو کانوتی (ایتالیایی: Federico Canuti؛ زادهٔ ۳۰ اوت ۱۹۸۵) دوچرخه‌سوار اهل ایتالیا است.